# مشروع فلم يسوع
مشروع فيلم يسوع هي منظمة إنشأت في عام 1981 من قبل مؤسس كرو (منظمة مسيحية) بيل برايت لتوزيع فيلم يسوع، ليس فقط باللغة الإنجليزية، ولكن أيضًا بالعديد من لغات العالم مع الهدف المعلن المتمثل في الوصول إلى "كل أمة وقبيلة والناس واللسان، مما يساعدهم على رؤية وسماع قصة يسوع بلغة يمكنهم فهمها." مشروع فيلم يسوع هو أيضًا عضو في منتدى وكالات الكتاب المقدس الدولية.

## تاريخ
أراد برايت تقديم تصوير كتابي دقيق لحياة يسوع وخدمته وموته إلى الشاشة، وفي عام 1978، بدأ التصوير في الشرق الأوسط مع الممثل الشكسبيري البريطاني بريان ديكون في دور يسوع.
عندما انتهى العرض المسرحي الأمريكي الأصلي ليسوع في عام 1979، طلب برايت من بول إشلمان، الذي شارك في الإنتاج، أن يرأس المنظمة. بقي إيشلمان في منصبه حتى عام 2004، عندما عين جيم جرين مديرًا تنفيذيًا للمنظمة.
بحلول نهاية عام 2018، كان فيلم يسوع متاحًا بـ 1724 لغة. وتمت مشاهدته ما يقرب من 375 مليون مرة. وقد أدى ذلك إلى إدراج فيلم يسوع في موسوعة غينيس للأرقام القياسية باعتباره "الفيلم الأكثر ترجمة" في التاريخ، مما يكشف عن الجدية التي يأخذ بها مشروع فيلم يسوع هدفه المتمثل في مشاركة الإنجيل مع الناس من كل أمة وقبيلة وشعب. واللسان.

## ماجدالينا: تحررت من العار
في عام 2007، أصدر المشروع الفيلم ماجدالينا: تحرر من العار، والذي استخدم لقطات من فيلم المشروع عام 1979 يسوع.  يحكي الفيلم قصة يسوع كما تراها من خلال عيون أربع نساء مختلفات، مريم العذراء، ومريم المجدلية، والمرأة السامرية عند البئر، وأليصابات. كان الاستقبال النقدي للفيلم إيجابيًا واستخدم الفيلم بكثافة في العمل التبشيري. وهي متاحة الآن بـ 200 لغة.

## ريفكا
أصدر مشروع فيلم يسوع ثلاثة أفلام إضافية في عام 2011: ريفكا، سلسلة من 12 حلقة، المشي مع يسوع، سلسلة من 5 حلقات "من إنتاج أفارقة للأفارقة"، ورسوم متحركة آخر يوم لي.

## روابط خارجية
- الموقع الرسمي